# ESV Blau-Rot Bonn
Der ESV Blau-Rot Bonn e.V. ist ein Sportverein aus Bonn, beheimatet in Poppelsdorf. ESV steht für Eisenbahner-Sportverein. In diesem Verein gibt es die Sparten Tischtennis, Schwimmen, Tennis und Damen-Gymnastik. Die Tischtennis-Herrenmannschaft gehörte in den 1940er Jahren zu den stärksten deutschen Mannschaften.

## Tischtennis

### Aktuell
Derzeit (2019) gibt es sechs Herren- und eine Damenmannschaft sowie eine Senioren- und eine Seniorinnenmannschaft. Die Herren und Damen spielen mit der 1. Mannschaft in der Verbandsliga.

### Geschichte
Die Gründung erfolgte am 14. September 1929 unter dem Namen Ping-Pong Club Bonn, Mitbegründer war Karlheinz Simon. Somit gehört der Verein zu den ältesten im Bereich des Westdeutschen Tischtennisverbandes WTTV. 1933 änderte der Verein zunächst seinen Namen in Tischtennis-Club Blau-Rot Bonn. Im gleichen Jahr gab er seine Selbständigkeit auf und schloss sich dem ESV Blau-Rot Bonn an.
Die Herrenmannschaft gewann 1948, 1949 und 1950 die Westdeutsche Mannschaftsmeisterschaft. Sie wurde dreimal deutscher Vizemeister. 1947, 1948 und 1949 unterlagen Karlheinz Simon, Helmuth Hoffmann, Albrecht Nicolai, Bernhard Vossebein, Hans Köhler, Bert Huthmacher, „Büb“ Drove und Max Höper im Endspiel jeweils dem MTV München von 1879. 1950 wurde sie Dritter, eine Platzierung, die sie 1934 schon einmal erreicht hatte. Bis 1952 hielt sie sich in der Oberliga, der damals höchsten deutschen Spielklasse. Danach wurde sie wegen wiederholtem Nichtantreten in die Bezirksklasse zurückgestuft. 2001 und 2012 erreichte sie noch einmal die Oberliga, die nun vierthöchste deutsche Spielklasse, seitdem spielt sie in der Verbandsliga.
Als Kuriosum vermerken die Annalen: Jupp Schlaf, späterer Generalsekretär des DTTB, und Dieter Mauritz, Nationalspieler und später DTTB-Präsident, wurden nicht in den Verein aufgenommen, weil sie nicht den Anforderungen des Vereins genügten.